# Harun (nom)
Harun és un nom masculí àrab (àrab: هارون, Hārūn) que es correspon amb el català Aaron, que l'àrab pren directament de l'hebreu אַהֲרֹן, Ahărōn. Si bé Harun és la transcripció normativa en català del nom en àrab clàssic, també se'l pot trobar transcrit Haroun, Haroon... Com a nom del germà major de Moisès i patriarca i primer summe sacerdot d'Israel és un nom força usual entre els àrabs jueus, de la mateixa manera que, com a nom d'un dels principals profetes de l'islam, és dut per molts musulmans, arabòfons o no; aquests darrers l'han adaptat a les característiques fòniques i gràfiques de la seva llengua: bosnià: Harun; indonesi: Harun; kurd: Harûn; malai: Harun; somali: Haaruun; turc: Harun; urdú: ہارون.
Vegeu aquí personatges i llocs que duen aquest nom.